# Neuroekonomia
Neuroekonomia – dziedzina zajmująca się badaniem przyczyn oraz prognozowaniem przyszłych zachowań i decyzji ludzi w sferze szeroko pojętej ekonomii na podstawie analizy pracy mózgu. Nauka ta wywodzi się z trzech dziedzin nauki: neurologii, psychologii i ekonomii, a jej początki można datować na rok 1990, kiedy pojawiły się możliwości techniczne wykorzystania dotychczasowych doświadczeń ekonomistów, neurologów i psychologów w badaniu jednego wspólnego celu.

## Opis
Dociekania przyczyn powstania zjawisk ekonomicznych w funkcjonowaniu umysłu człowieka rozpoczęło się już podczas rewolucji neoklasycznej z 1930 roku. Jednak brak narzędzi umożliwiających badanie pracy mózgu uniemożliwił rozwój tego nurtu ekonomii aż do przełomu lat 80. i 90. XX wieku, kiedy rozwinęła się neuronauka poznawcza. 
Cechami wspólnymi ekonomii, psychologii i neurologii jest szukanie przyczyn zjawisk dotyczących decyzji ludzkich oraz tworzenie teorii zachowań i na ich podstawie prognozowanie zachowań przyszłych. Powstanie neuroekonomii było zarazem przyczyną jak i skutkiem połączenia narzędzi, zarówno teoretycznych jaki empirycznych, używanych w tych trzech naukach we wspólnym celu zbadania człowieka i jego zachowania w dziedzinie ekonomii – istotną rolę w badaniach prowadzonych przez neuroekonomistów ma zastosowanie współczesnych, wciąż rozwijanych nieinwazyjnych technologii badania aktywności ludzkiego mózgu. Dzięki ich zastosowaniu możliwe jest mierzenie aktywności mózgu, stworzenie mapy jego aktywności oraz skorelowanie tych wyników z podejmowanymi przez konsumenta decyzjami w celu ich zrozumienia oraz tworzenia prognoz na przyszłość.
Neuroekonomia jest wykorzystywana do testowania teoretycznych gier decyzyjnych oraz hipotez opartych na procesie podejmowania decyzji.

## Przykładowe obszary badań neuroekonomicznych
- dokonywania wyborów w warunkach ryzyka i niepewności,
- podejmowania decyzji moralnych,
- podejmowania decyzji w warunkach odroczonych wzmocnień,
- podejmowania działań ekonomicznych w kontekście społecznym.